# Pericallis aurita
Espèce
Pericallis aurita est une espèce de plante à fleurs de la famille des Asteraceae originaire de Madère.

## Synonymes
- Cineraria aurita L'Hérit.

## Description
- Plante à feuillage persistant haute de 1 m ou 1,5 m.

## Répartition
Pericallis aurita est endémique à la laurisylve de Madère.